# Den frusna leoparden
Den frusna leoparden är en svensk dramafilm från 1986 i regi av Lárus Óskarsson och manus av Lars Bill Lundholm.

## Handling
Två bröder, Jerry och Kiljan, möts igen efter några år borta från varandra. Jerry är den äldre, han har suttit i fängelse för småbrott men nu beslutat sig för att försöka leva hederligt och har familj, som han har funnit harmoni med. Han driver en liten enmansbilverkstad i ett skrotupplag. Kiljan, den yngre, är en drömmare, som lever utan hänsyn vare sig till sig själv eller till andra.

## Skådespelare
- Joakim Thåström – Kiljan
- Peter Stormare – Jerry
- Jacqueline Ramel – Stella
- Christian Falk – Morris
- Maria Granlund – Rita
- Agneta Ekmanner – Bess
- Björn Granath – Todd
- Gösta Bredefeldt – Ottosson
- Keve Hjelm – Pappan
- Tuncel Kurtiz – David
- Mikaela Steen – Hannah